# Santiago del Torno
Santiago del Torno är en ort i Bolivia.   Den ligger i departementet Santa Cruz, i den centrala delen av landet, 230 km nordost om huvudstaden Sucre. Santiago del Torno ligger 514 meter över havet och antalet invånare är 15 543.
Terrängen runt Santiago del Torno är platt åt sydost, men åt nordväst är den kuperad. Santiago del Torno ligger nere i en dal. Närmaste större samhälle är La Guardia, 12,2 km nordost om Santiago del Torno.
Omgivningarna runt Santiago del Torno är huvudsakligen savann. Runt Santiago del Torno är det tätbefolkat, med 297 invånare per kvadratkilometer.